# Les Yeux du dragon
Ne doit pas être confondu avec Les Yeux du dragon.
Les Yeux du dragon (titre original : The Eyes of the Dragon) est un roman de fantasy écrit par Stephen King et publié pour la première fois en 1984 dans une édition limitée, puis en 1987 dans son édition définitive.

## Résumé
Roland est un vieux roi. Sa vie n'aura été ni bonne, ni mauvaise et il y a fort à parier qu'on l'oubliera un jour. Il est conseillé par un magicien, Randall Flagg, semblant avoir toujours été dans le royaume de Delain depuis des centaines d'années. Roland épouse la douce et belle Sasha — Sasha que le peuple adore, reine gentille et bienveillante — avec qui il s'est uni dans l'unique but d'assurer sa descendance mais pour qui il éprouve néanmoins beaucoup d'affection. Sasha met au monde deux enfants et meurt lors de l'accouchement du second. Les deux fils sont aussi différents que possible, Peter l’aîné, courageux, beau, droit et honnête et Thomas, le cadet, ressemblant à s'y méprendre à son père - lent, laid, un peu stupide et un peu lâche. 
Normalement c'est Peter qui doit monter un jour sur le trône. Mais c'est sans compter sur le vil Flagg qui pense que Peter pourrait contrarier ses grands projets pour le royaume, qu'il veut plonger dans le chaos le plus total. Flagg s'attache de plus en plus à Thomas en lui montrant un passage secret d'où il peut espionner la chambre de son père par les yeux d'un dragon empaillé. Il verse un soir du poison dans le verre de vin que Peter monte à son père, sans savoir que Thomas est alors en train d'espionner. Flagg place des indices accusant Peter du meurtre de son père et l'adolescent est jugé coupable et emprisonné au sommet d'une haute tour. Thomas est couronné roi et laisse l'essentiel du pouvoir entre les mains de Flagg.
Cinq ans se passent et le peuple gronde en raison des lourdes taxes imposées par Flagg. Thomas est rongé par la culpabilité et est victime de crises de somnambulisme. En le suivant pendant l'une de ces crises, Dennis, son majordome, comprend ce qu'il s'est réellement passé. Dennis part prévenir Ben Staad, le meilleur ami de Peter. Dans le même temps, Peter réussit à s'évader avec une corde qu'il a tressé pendant toutes ces années avec le métier à tisser miniature de la maison de poupées de sa mère. Dennis et Ben l'aident à échapper aux hommes de Flagg. Le sorcier poursuit Peter jusque dans la chambre de son père et est sur le point de le tuer quand Thomas lui tire une flèche dans l'œil. Flagg s'enfuit et Peter monte sur le trône alors que Thomas et Dennis se lancent à la poursuite de Flagg, poursuite dont le dénouement n'entre pas dans le cadre de l'histoire.

## Genèse du roman
Alors que sa fille avait 13 ans, Stephen King se rend compte qu'elle n'a jamais lu les histoires qu'il a écrites car celles-ci sont souvent inadaptées aux enfants : elle est en effet peu intéressée par les créatures monstrueuses auxquelles il donnait vie. Il décide alors un jour d'écrire un conte lisible par les enfants, un vrai conte, avec un prince, un roi, un méchant magicien conseiller et tout le reste. Stephen King raconte que sa fille, d'abord réticente, lui a offert un câlin à la fin de l'histoire.
Le roman, dont le titre de travail était Napkins, (« les serviettes »), est publié en 1984 par Philtrum Press, petite maison d'édition fondée par King en 1982 pour pouvoir imprimer des livres destinés à ses relations, dans une édition illustrée par Kenneth R. Linkhauser et limitée à 1 250 exemplaires. Il est devenu disponible pour le grand public en 1987, dans une version légèrement révisée par King et illustrée par David Palladini.
En France, l'édition publiée par Albin Michel ne reprend aucune des illustrations de l'édition américaine, mais contient des illustrations réalisées par Christian Heinrich. En 2016, les éditions Flammarion ont recommercialisé le livre avec des nouvelles illustrations, cette fois par Nicolas Duffaut .

## Analyse
Ce roman peut entrer dans la catégorie des livres pour enfants. Stephen King use et abuse volontairement de toutes les ficelles propres aux contes pour enfants : les personnages principaux sont des archétypes de contes de fées, héros brave et courageux, sorcier noir et ténébreux, gentille reine qui meurt en mettant un enfant au monde… Roman chevaleresque, il fait la part belle à l'aventure. Même si le style narratif est toujours celui de Stephen King, il est volontairement retenu et allégé, King démontrant qu'il peut « s'en tenir aux règles verbales de la fantasy ». Même la structure narrative et la taille des chapitres ont été spécialement conçues en ce sens. Derrière l'histoire en elle-même, King traite « des apparences, de l'illusion, de gens qui se mentent à eux-mêmes ». À travers la présence de Flagg, King relie ce récit à la saga de La Tour sombre, l'englobant dans « une ambitieuse histoire épique qui s'étend sur de multiples mondes ».

## Liens avec d'autres œuvres de Stephen King
On retrouve Flagg dans plusieurs romans ou nouvelles de l'auteur sous le nom de Randall Flagg - comme dans Le Fléau ou La Tour sombre.
Le personnage de Roland Delain de ce livre n'a pas le même caractère que Roland Deschain, de La Tour sombre, mais leurs noms sont très proches. La présence de Flagg laisse penser que le royaume de Delain est en fait un royaume de l'Entre-Deux-Mondes avant sa dégénérescence. D'ailleurs, King évoque brièvement l'histoire d'un magicien poursuivi par Dennis et Thomas dans Terres perdues.

## Accueil
Le roman est resté 26 semaines (dont une à la première place) sur la New York Times Best Seller list, y apparaissant le 1er février 1987 directement à la première place. Le Publishers Weekly le classe à la dixième place des meilleures ventes de romans aux États-Unis en 1987.

## Adaptations
Il a été adapté au théâtre par Olivier Clement et monté en première mondiale en 2009 par la troupe Comedia 77 de Charleroi en Belgique.
En mai 2019, la chaîne de streaming américaine Hulu annonce préparer une adaptation en série. Seth Grahame-Smith est annoncé comme showrunner et script de l'épisode pilote. David Katzenberg, Bill Haber, Roy Lee et Jon Berg produisent.